# Каменка (Емильчинский район)
Каменка (укр. Кам'янка) — село на Украине, находится в Емильчинском районе Житомирской области.
Код КОАТУУ — 1821785204. Население по переписи 2001 года составляет 420 человек. Почтовый индекс — 11251. Телефонный код — 4149. Занимает площадь 1,418 км².

## История
В 1946 году указом ПВС УССР село Баскаки переименовано в Каменку.

## Адрес местного совета
11251, Житомирская область, Емильчинский р-н, с.Рясное